# Ben Lawson (attore)
Ben Lawson (Brisbane, 6 febbraio 1980) è un attore australiano.

## Biografia
Nato e cresciuto a Brisbane, si è laureato al National Institute of Dramatic Arts. Ha quattro fratelli, tra cui l'attore Josh Lawson.

## Filmografia

### Cinema
- Amici, amanti e... (No Strings Attached), regia di Ivan Reitman (2011)
- Bombshell - La voce dello scandalo (Bombshell), regia di Jay Roach (2019)

### Televisione
- Time Trax – serie TV, episodio 1x01 (1993)
- Il mondo di Wayne (The Wayne Manifesto) – serie TV, episodio 1x16 (1997)
- Sabrina nell'isola delle sirene (Sabrina Down Under), regia di Kenneth R. Koch e Dan Berendsen – film TV (1999)
- Neighbours – soap opera (2006-2008)
- Covert Affairs – serie TV, episodi 2x03, 2x08, 2x10 (2011)
- The League – serie TV, episodio 4x2 (2012)
- Non fidarti della str**** dell'interno 23 (Don't Trust the B---- in Apartment 23) – serie TV, episodi 2x02, 2x14, 2x18 (2012-2013)
- Bones – serie TV, episodio 9x09 (2013)
- The Exes – serie TV, episodio 3x12 (2013)
- Rake – serie TV, episodi 3x04-3x05 (2014)
- Love Child – serie TV, episodi 1x06, 1x07, 1x08 (2014)
- 2 Broke Girls – serie TV, episodio 3x21 (2014)
- I miei peggiori amici (Friends with Better Lives) – serie TV, episodio 1x10 (2014)
- Modern Family – serie TV, episodio 6x05 (2014)
- IZombie – serie TV, episodio 2x11 (2016)
- Un diavolo di angelo (Angel from Hell) – serie TV, episodio 1x05 (2016)
- Billions – serie TV, episodio 1x09 (2016)
- Grimm – serie TV, episodio 6x05 (2017)
- Doubt - L'arte del dubbio (Doubt) – serie TV, 9 episodi (2017)
- Designated Survivor – serie TV, 19 episodi (2017-2018)
- Tredici (13 Reasons Why) – serie TV, 7 episodi (2018)
- The Good Place – serie TV, episodi 3x02, 3x03, 3x04 (2018)
- Dollface – serie TV, episodio 1x07 (2019)
- Dolly Parton: Le corde del cuore (Dolly Parton's Heartstrings) – serie TV, episodio 1x03 (2019)
- L'estate in cui imparammo a volare (Firefly Lane) – serie TV, 26 episodi (2021-2023)

## Doppiatori italiani
Nelle versioni in italiano delle opere in cui ha recitato, Ben Lawson è stato doppiato da:
- Stefano Crescentini in Designated Survivor, L'estate in cui imparammo a volare
- Christian Iansante in Dolly Parton: Le corde dal cuore
- Edoardo Stoppacciaro in Bombshell - La voce dello scandalo
- Luca Ferrante in Amici, amanti e...
- Oliviero Cappellini in Dollface
- Stefano Benassi in Doubt - L'arte del dubbio
- Patrizio Prata in Tredici